# Syndactyla rufosuperciliata
A Syndactyla rufosuperciliata a madarak (Aves) osztályának verébalakúak (Passeriformes) rendjébe és a fazekasmadár-félék (Furnariidae) családjába tartozó faj.

## Rendszerezése
A fajt Frédéric de Lafresnaye francia ornitológus írta le 1832-ben, a Xenops nembe Xenops rufosuperciliatus néven.

## Alfajai
- Syndactyla rufosuperciliata acrita (Oberholser, 1901)
- Syndactyla rufosuperciliata cabanisi (Taczanowski, 1875)
- Syndactyla rufosuperciliata oleaginea (P. L. Sclater, 1884)
- Syndactyla rufosuperciliata rufosuperciliata (Lafresnaye, 1832)
- Syndactyla rufosuperciliata similis (Chapman, 1927)[2]

## Előfordulása
Dél-Amerikában, Argentína, Bolívia, Brazília, Ecuador, Paraguay, Peru és Uruguay területén honos. Természetes élőhelyei a szubtrópusi vagy trópusi síkvidéki és hegyi esőerdők.

## Megjelenése
Testhossza 17–18 centiméter, testtömege 22–33 gramm.
|  |

## Életmódja
Ízeltlábúakkal táplálkozik.

## Természetvédelmi helyzete
Az elterjedési területe rendkívül nagy, egyedszáma pedig stabil. A Természetvédelmi Világszövetség Vörös listáján nem veszélyeztetett fajként szerepel.